# سون ميونغ مون
سون ميونغ مون (بالكورية: 문선명)‏ (6 يناير 1920 في بيونغان الشمالية - 2 سبتمبر 2012 في كوريا الجنوبية)؛ قائد ديني من كوريا الجنوبية، وهو صاحب جريدة واشنطن تايمز الأمريكية ومؤسسها في 17 مايو 1982.

## روابط خارجية
- سون ميونغ مون على موقع IMDb (الإنجليزية)
- سون ميونغ مون على موقع الموسوعة البريطانية (الإنجليزية)
- سون ميونغ مون على موقع مونزينجر (الألمانية)
- سون ميونغ مون على موقع إن إن دي بي (الإنجليزية)
- سون ميونغ مون على موقع قاعدة بيانات الفيلم (الإنجليزية)